# German Naval Yards Kiel
German Naval Yards Kiel GmbH, auch bekannt als German Naval Yards, ist ein deutsches Unternehmen, das zur Schiffsbau-Gruppe CMN Naval gehört. Zu der Werftengruppe gehören auch Sir Joseph Isherwood Limited und Constructions Mécaniques de Normandie.

## Geschichte

### Gründerzeit
Die Ursprünge des heutigen Unternehmens German Naval Yards gehen auf das Jahr 1838 zurück, als Johann Schweffel und August Ferdinand Howaldt in Kiel das Maschinenbau- und Gießereiunternehmen Schweffel & Howaldt gründeten. Im Laufe der Jahrzehnte entstanden aus dieser die Howaldtswerke, eine Schiffswerft. Im Zuge der Konsolidierung des deutschen Schiffbaus wurden die Howaldtswerke in Kiel und Hamburg 1967 mit der Deutschen Werft AG zur Howaldtswerke-Deutsche Werft GmbH (HDW) fusioniert.
2005 wurde der Überwasserschiffbau aus der HDW ausgegliedert und in die HDW-Gaarden GmbH überführt. Diese Reorganisation bildete die Grundlage für die weitere Entwicklung von German Naval Yards als eigenständiges Unternehmen im Bereich des militärischen Schiffbaus.

### German Naval Yards
2011 wurde aus der HDW Gaarden GmbH zunächst die Abu Dhabi MAR Kiel GmbH, die 2015 in German Naval Yards Kiel umfirmierte.
In den folgenden Jahren war die Werft an mehreren Projekten zum Bau, zur Wartung und zur Modernisierung von Militärschiffen beteiligt, unter anderem zwei Fregatten-Neubauten für eine ausländische Marine sowie Instandsetzungsarbeiten bei den drei Einsatzgruppenversorgern EGV Frankfurt am Main, EGV Bonn und EGV Berlin. Zwischen 2016 und 2018 führte German Naval Yards den Bau von Schiffsrümpfen für vier Superyacht-Projekte durch. Zwischen 2020 und 2021 lieferte die Werft vier Korvetten der Sa’ar-6-Klasse an die israelische Marine aus. Die erste Einheit, INS Magen, wurde im November 2020 übergeben, gefolgt von INS Oz im Mai 2021. Die letzten beiden Korvetten wurden im Juli 2021 übergeben.
Im Rahmen des von Damen und Lürssen geleiteten Programms zum Bau der neuen Fregatten der Klasse F126 wurde German Naval Yards mit der Herstellung von vier der sechs geplanten Einheiten beauftragt. Die Produktion soll 2024 beginnen und sich über einen Zeitraum von fünf bis acht Jahren erstrecken. Das Projekt gehört zu den größten aktuellen Rüstungsprogrammen der Bundeswehr im Bereich des Überwasserschiffbaus. Aufgrund von Bauverzögerungen beim Bau der Fregattenklasse 126 begann German Naval Yards 2025 zwischenzeitlich mit dem Bau einer Megayacht.

### German Naval Yards Holdings
Von 2014 bis 2023 bildete die German Naval Yards Holdings das Dach der Werftengruppe bestehend aus Nobiskrug, Lindenau und German Naval Yards. Nach der Insolvenzanmeldung der Nobiskrug-Werft im Jahr 2021 wurde die Werft von der Flensburger Schiffbau-Gesellschaft (FSG) übernommen. Lindenau wurde 2023 verkauft und German Naval Yards wurde Teil der CMN Naval Gruppe.

## Unternehmensstruktur

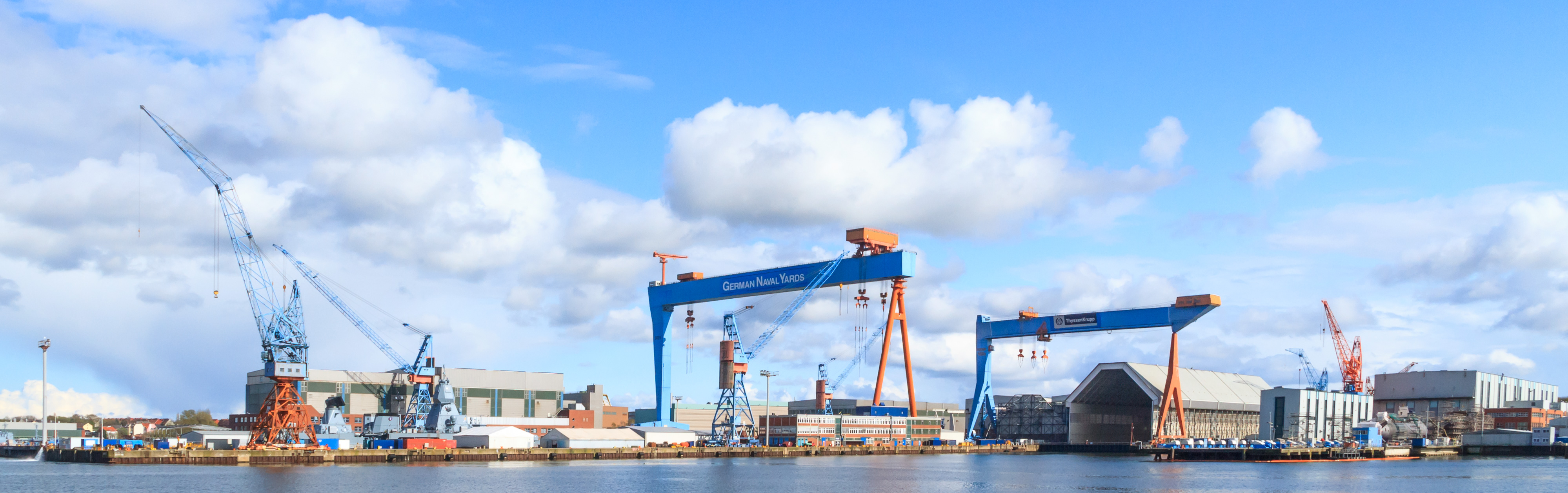
Blick auf das Betriebsgelände an der Kieler Förde in Gaarden

German Naval Yards ist Teil der europäischen Schiffsbau-Gruppe CMN Naval. Die Gruppe ist gleichberechtigt mit der französischen Marinewerft CMN, der Royal-Navy-Ausgründung Isherwoods in Großbritannien, sowie HydroQuest, ACE und AMT.

## Tätigkeit
Die Aktivitäten von German Naval Yards umfassen die Planung, den Bau, den Umbau sowie die Wartung und Reparatur von Schiffen. Das Unternehmen ist insbesondere im Bau von großen Militärschiffen wie Fregatten, Korvetten und Patrouillenbooten tätig.
Unter anderem verfügt German Naval Yards über das größte Trockendock im Ostseeraum (426 Meter lang) und einen Kran mit einem Hubgewicht von bis zu 900 t.